# Octavio Vial
Octavio Vial (26 de diciembre de 1917 – 19 de enero de 1989 México) fue un futbolista y entrenador mexicano. Debutó con América en 1937 y se retiró en 1949 con el mismo equipo. Durante poco más de cincuenta años fue el máximo goleador en la historia del Club América con 152 anotaciones, hasta ser superado a principios de los años noventa por Luis Roberto Alves.
Conserva aun varios registros como marcas en la historia del club; una liderando la producción goleadora del equipo en ocho campañas, dentro de todas la competencias; otra registrando nueve partidos de tres o más goles; y el mayor promedio goleador con 0.91 por partido.
En el mismo año de su retiro comenzó a dirigir al Club América. Vial obtuvo el cargo de entrenador de la selección nacional en noviembre de 1949 en sustitución de Rafael Garza Gutiérrez, luego de los resultados adversos en una gira a España que incluyó derrotas 1–7 con el Real Madrid y 3–6 con el Athletic Club. Durante la Copa Mundial de Fútbol de 1950 fue entrenador de la selección de fútbol de México, jugando contra Brasil, Yugoslavia y Suiza. Vial perdió los tres partidos con marcadores de 0–4, 1–4 y 1–2 respectivamente.  

## Palmarés

### Como jugador
| Título      | Club    | País   | Año     |
| ----------- | ------- | ------ | ------- |
| Copa México | América | México | 1937-38 |

### Como entrenador
| Título               | Club    | Sede   | Año     |
| -------------------- | ------- | ------ | ------- |
| Copa México          | Atlante | México | 1950-51 |
| Copa México          | América | México | 1953-54 |
| Copa México          | América | México | 1954-55 |
| Campeón de Campeones | América | México | 1954-55 |
| Segunda División     | UNAM    | México | 1961-62 |